# 1860년 미국 상원의원 선거
1860년 미국 상원의원 선거는 1860년 각 주에서 2명씩 상원의원을 선출했다

## 선거 결과
| 정당       | 의석 수 |
| ---------- | ------- |
| 공화당     | 29석    |
| 민주당     | 23석    |
| 입헌통일당 | 1석     |